# Mainfield
Mainfield es una localidad de Trinidad y Tobago, que forma parte de la región de Mayaro-Rio Claro.

## Geografía
La localidad abarca parte de la isla Trinidad y limita al norte con Río Claro y Abysinia Village, al sur con el canal de Colón, al este con Abysinia Village y Guayaguayare y al oeste con St. Mary's Village y Canaree (localidades pertenecientes a la región de Princes Town).

## Demografía
Datos demográficos de la localidad de Mainfield:
| Gráfica de evolución demográfica de Mainfield entre 2000 y 2011 |
|                                                                 |